# 67º Gruppo intercettori teleguidati
Il 67º Gruppo intercettori teleguidati "Monte Calvarina" è stato un reparto missilistico dell'Aeronautica Militare italiana inquadrato sotto il 17º stormo I.T. della 1ª Aerobrigata Intercettori Teleguidati di Padova. Aveva sede sulla cima del Monte Calvarina, nel territorio dei comuni di Roncà, San Giovanni Ilarione e Montecchia di Crosara, in provincia di Verona. Era armato con il sistema d'arma MIM-14 Nike Hercules. È stato soppresso sotto data 29 settembre 1995.
La base, dislocata su tre aree distinte (area controllo tiro - area lancio - area logistica) tutte e 3 situate nel comune di Roncà, aveva come missione principale il controllo dello spazio aereo. 
Dagli anni '70 agli anni '80 ha collaborato nel settore degli armamenti un piccolo detachment (distaccamento) di americani facendo nascere tra la popolazione locale la credenza che la base fosse americana.

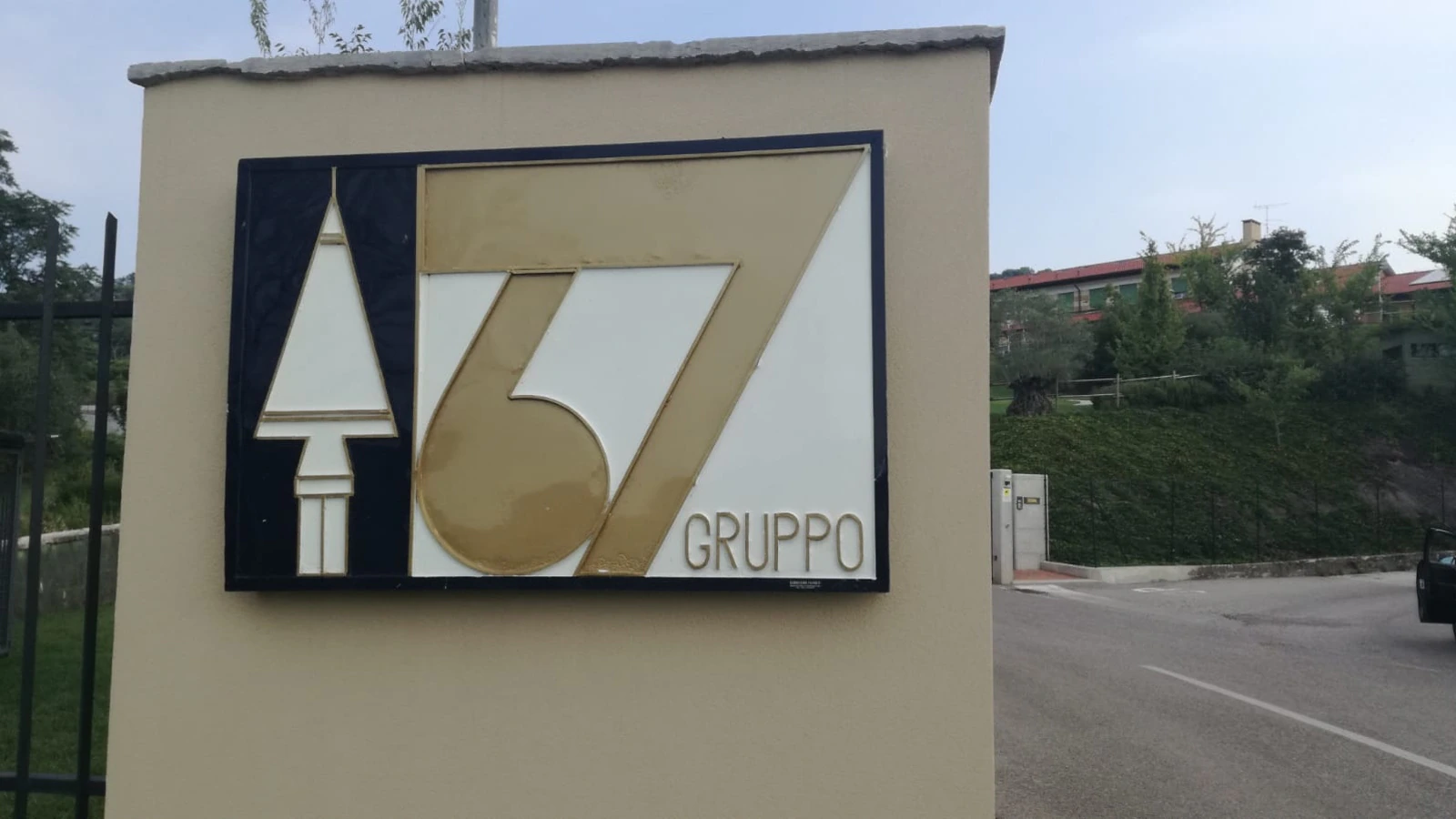
Simbolo 67º Gruppo intercettori teleguidati

## Storia
Dal 15 settembre 1959 la 67ª Squadriglia, dotata di Nike Ajax, era provvisoriamente a Bovolone e dipendeva dal 7º Gruppo I.T., in sede provvisoria all'Aeroporto di Brescia-Montichiari.
Il 1º settembre 1961, veniva trasferita sulla cima del monte Calvarina il complesso dei carri operativi del cosiddetto "Controllo" mentre più in basso venivano sistemati, nell'area di lancio, i missili Nike. Il personale invece, dopo essere rimasto ancora per breve tempo a Bovolone, si appoggiava all'aeroporto di Vicenza. 
Il 1º ottobre 1963 il 7º Gruppo IT, diventato 7º Reparto I.T., si sposta a Vicenza.
Il 1º ottobre 1964 la Squadriglia diventa 67º Gruppo.
La capacità del missile Hercules di portare anche una testata nucleare e l’adozione da parte dell’A.M. di tale armamento speciale nel ruolo superficie-aria, fece sì che il 67º Gruppo divenne uno dei sette Gruppi IT (57º, 58º, 67º, 72º Gruppo I.T., 79º Gruppo I.T., 80° e 81°) che dal marzo 1965 acquisirono la capacità nucleare ospitando, fino agli anni ottanta, nelle proprie strutture i paritetici Detachment/Custodial Team dell’United States Army (USAAD) che facevano capo al 559th Artillery Group del Comando Southern European Task Force (SETAF) di Vicenza.
Quando la zona logistica a Roncà fu completata, il 24 marzo 1974 il personale prese possesso dei vari edifici, ed ebbe così termine il pendolarismo tra Vicenza e le aree operative del 67º Gruppo, che assumeva la normale fisionomia di ogni base NATO. Dal 1968 iniziò l'impegnativa prova dell'ASP presso il poligono missilistico di Capo San Lorenzo delle batterie Nike della 1ª Aerobrigata, misurandosi come capacità e preparazione con le Unità Nike dell'Aeronautica Militare danese, norvegese e spagnola.
Il 20 dicembre 1977 fu sciolto il 7º Reparto I.T. ed il Gruppo passa alle dipendenze del 17º Reparto IT di Padova.
Sul nuovo poligono italiano la 67ª Squadriglia ottenne il primo posto negli anni 1981 e 1986. Nel 1995, a seguito del riordino dell'Aeronautica Militare, venne ristrutturata anche la 1ª Aerobrigata Intercettori Teleguidati con lo scioglimento di 2 Gruppi, tra cui il 67º Gruppo, che fu soppresso con decorrenza 29 settembre 1995.